# Parafianowo (stacja kolejowa)
Parafianowo (biał. Параф'янава, ros. Парафьянов, ros. nazwa normatywna Парафьяново) – stacja kolejowa w miejscowości Parafianowo, w rejonie dokszyckim, w obwodzie witebskim, na Białorusi. Położona jest na linii Połock - Mołodeczno. Jest to najbliżej położona stacja kolejowa dla stolicy rejonu Dokszyc.
Stacja powstała przed I wojną światową.

## Bibliografia

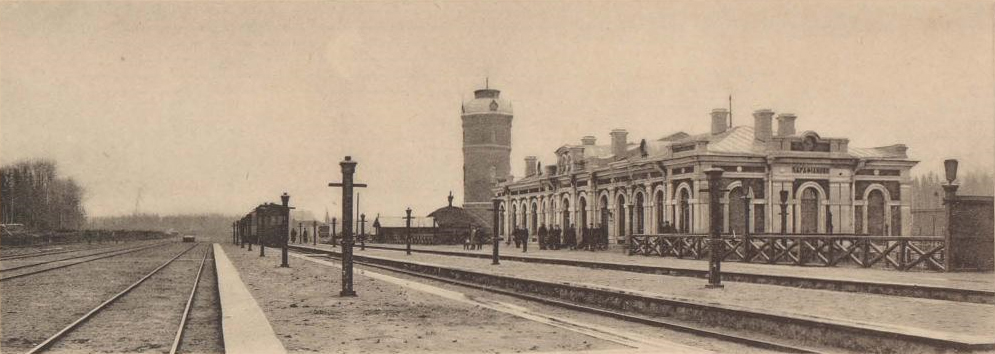
Stacja w czasach carskich